# Far de Campen
El Far de Campen (en alemany Campener Leuchtturm) és un far construït al dic marítim a l'estuari de l'Ems al Mar de Wadden a Alemanya. Va ser estrenat el 1890 i quedà efectiu fins avui. És el far més alt d'Alemanya. El projector té una lluminositat de 4,5 milions de candeles i un abast de trenta milles marines (±55 km). Ha de guiar els vaixells des de l'illa de Borkum a través els canals marítims del Dukegat i Randzelgat fins a l'Ems.
El monument llistat és obert al públic tots els dies durant les vacances alemanyes i amb horari reduït fora de les vacances. Es pot pujar cap a la plataforma panoràmica, però no a l'equipament. L'antic equipament electromecànic s'ha conservat in situ, però només és accessible a la diada del Patrimoni Obert.

## Història

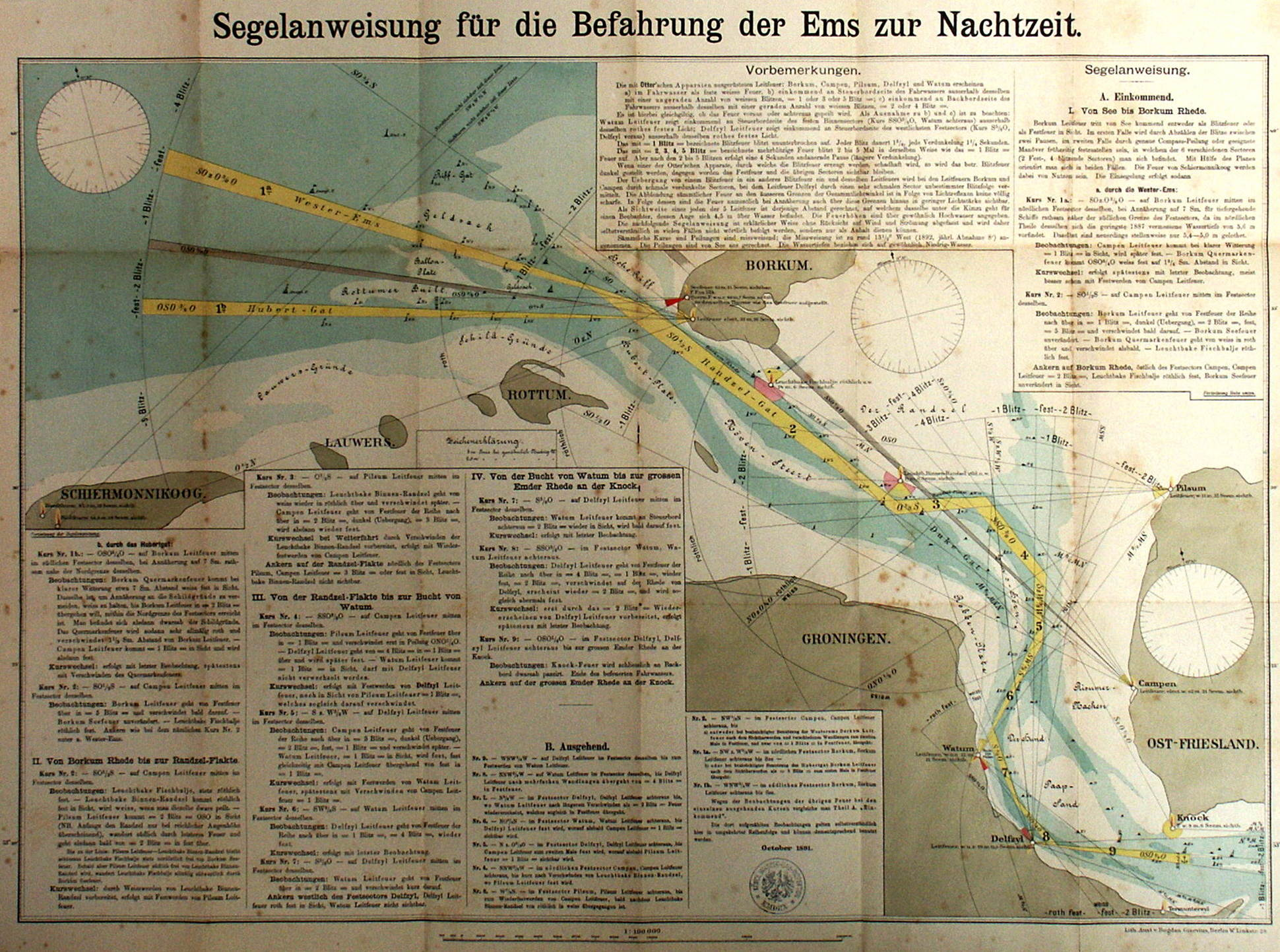
Instruccions per a la navegació nocturna a l'Ems del 1891

Els emperadors Guillem I i Guillem II de l'imperi de Prússia (creat el 1871) volien recuperar l'endarreriment de la jove nació al mar, en comparació amb els estats veïns dels Països Baixos, Dinamarca i Regne Unit amb la seva marina comercial i militar secular. La creació d'una sèrie de ports marítims al Mar del Nord i al Mar Bàltic i d'una indústria naval era un objectiu important per al desenvolupament econòmic i militar. També es feia més independent dels ports de Bremen, Lübeck i Hamburg que es trobaven aleshores en territori d'estats estrangers.
Des de l'eixample del port d'Emden (1881-1883) s'hi podien transbordar mercaderies de vaixells marítims a vaixells més petits per a la navegació interior. L'augmentació del trànsit necessitava un sistema de senyalització per tal de fer el port accessible la nit o amb poca visibilitat. Com que el riu Ems és fronterer, calia pactar amb els Països Baixos. Aleshores el sistema de senyalització marítima encara no era estandarditzat entre els estats riberencs del Mar del Nord i Bàltic (Hamburg, Bremen, Regne de Hannover, Regne d'Oldenburg i Prússia), una causa d'accidents freqüents. L'1 de març del 1883 Prússia i els Països Baixos van organitzar una conferència a Emden a la qual van decidir un pla de senyalització marítima per a l'estuari de l'Ems. El 1887, la cambra dels diputats va aprovar aquest projecte. Es van construir cinc fars, dos al marge neerlandès (Watum i Delfzijl) i tres al marge prussià (Campen, Borkum i Pilsum). Avui, només el de Campen queda actiu. Els fars a la riba neerlandesa van ser destruïts a la Segona Guerra Mundial.

## Arquitectura
El far amb una alçada de 63,5 m va ser construït per la fàbrica de màquines Gutehoffnungshütte d'Oberhausen. La inestabilitat del terra del maresme va necessitar uns fonaments profunds. Es va optar per a un estructura portadora de tres peus d'entramat d'acer, igual com la Torre Eiffel, inaugurada el mateix any.
Fixat en una fundació de formigó està el cilindre central d'acer, cobert de plaques de xapa fixades amb reblons. El taulat és de coure. Té dos pisos, connectades amb una escala de cargol en un cilindre de xapa al centre dels tres peus d'entramat d'acer. A l'edifici de servei al costat del far hi havia un generador d'electricitat alimentat amb carbó, i més tard amb dièsel, com que a aquesta època la península del Krummhörn encara no era connectada a la xarxa pública d'electricitat. Les antigues instal·lacions són conservades i en estat funcional, tot i que actualment el far està connectat a la xarxa.